# Törőcsik
A Törőcsik szlovák eredetű apai családnév. A szláv nyelvekben  több Tr- kezdetű, ’kemény erős’ jelentésű keresztnév van. Ezek közül bármelyik lerövidülhetett a kezdő hangjaira és alapjává válhatott különböző beceneveknek, mint: Trena, Trenka, Trika, Trnka, Trpka stb. A becenevek főleg a szlovák nyelvben váltak családnévvé -ik, vagy -csik képzővel. A mássalhangzó-torlódás feloldása magyar környezetben történt, a második -ö- megnyúlása -ő-vé a magyar Törő név hatására történt.

## Híres Tőröcsik nevű személyek
- Törőcsik András (1955–2022) válogatott labdarúgó (Újpesti Dózsa)
- Törőcsik Franciska (1990) színésznő
- Törőcsik Ferenc (1934) labdarúgó (Bp. Honvéd, Tatabányai Bányász)
- Törőcsik István (1932–2019) válogatott labdarúgó (Bp. Honvéd)
- Törőcsik Mari (1935–2021) színésznő